# Międzynarodowy Kongres Nauk Podstawowych
Międzynarodowy Kongres Nauk Podstawowych (ang. International Congress of Basic Science (ICBS))  – odbywający się corocznie w Pekinie kongres poświęcony matematyce, fizyce teoretycznej i informatyce teoretycznej (Theoretical Computer and Information Science). Jego gośćmi są m.in. najwybitniejsi naukowcy zajmujący się badaniami podstawowymi na świecie – laureaci Medalu Fieldsa, Nagrody Nobla i Nagrody Turinga.

## Historia i opis
Pierwszy Kongres odbył się w dniach 16–28 lipca 2023 roku pod hasłem „Postęp nauki dla ludzkości” (Advancing Science for Humanity). Ceremonia otwarcia i wręczenia nagród ICBS odbyła się w Wielkiej Hali Ludowej. Gospodarzami Kongresu były m.in. władze Pekinu i chińskie Ministerstwo Nauki i Technologii, a przewodniczył mu Shing-Tung Yau. W inauguracyjnej edycji wzięło udział ponad 800 uczestników, w tym ośmiu laureatów Medalu Fieldsa, czterech laureatów Nagrody Turinga i jeden laureat Nagrody Nobla.
Drugą edycję, z ok. tysiącem uczestników, zaplanowano na lipiec 2024 roku. Zaproszono na nią m.in. czterech laureatów Medalu Fieldsa, trzech laureatów Nagrody Turinga i jednego laureata Nagrody Nobla. Specjalnymi gośćmi kongresu są:
- Artur Avila
- Caucher Birkar
- Björn Engquist
- Richard Hamilton
- David Kazhdan
- Alexei Kitaev
- Gregory Lawler
- Eric Maskin
- Hiraku Nakajima
- Andrei Okounkov
- Subir Sachdev
- Richard Schoen
- Ashoke Sen
- Adi Shamir
- Cumrun Vafa
- Leslie Valiant
- Andrew J. Wiles
- Edward Witten
- Andrew Chi-Chih Yao
- Anthony Zee

Na kongresach przyznaje się dwie nagrody:
- Basic Science Lifetime Award – uczonym, których osiągnięcia znacząco zmieniły uprawianą przez nich dyscyplinę badań podstawowych w ciągu ostatnich co najmniej trzydziestu lat[5][6][7][8],

- Frontiers of Science Award – za wybitne, nowatorskie i wpływowe badania (publikacje) z ostatnich (w 2023 pięciu, a w 2024 dziesięciu) lat[9][10][7][11].

## Laureaci Basic Science Lifetime Award
Chronologiczna lista laureatów z podziałem na dziedziny.
2023
- Mathematics
  - David Mumford
- Theoretical Computer and Information Sciences
  - Adi Shamir

2024
- Mathematics
  - Andrew J. Wiles
  - Richard Hamilton
- Theoretical Computer and Information Sciences
  - Andrew Chi-Chih Yao
  - Leslie Valiant
- Theoretical Physics
  - Alexei Kitaev
  - Edward Witten